# Hilde Wackerhagen

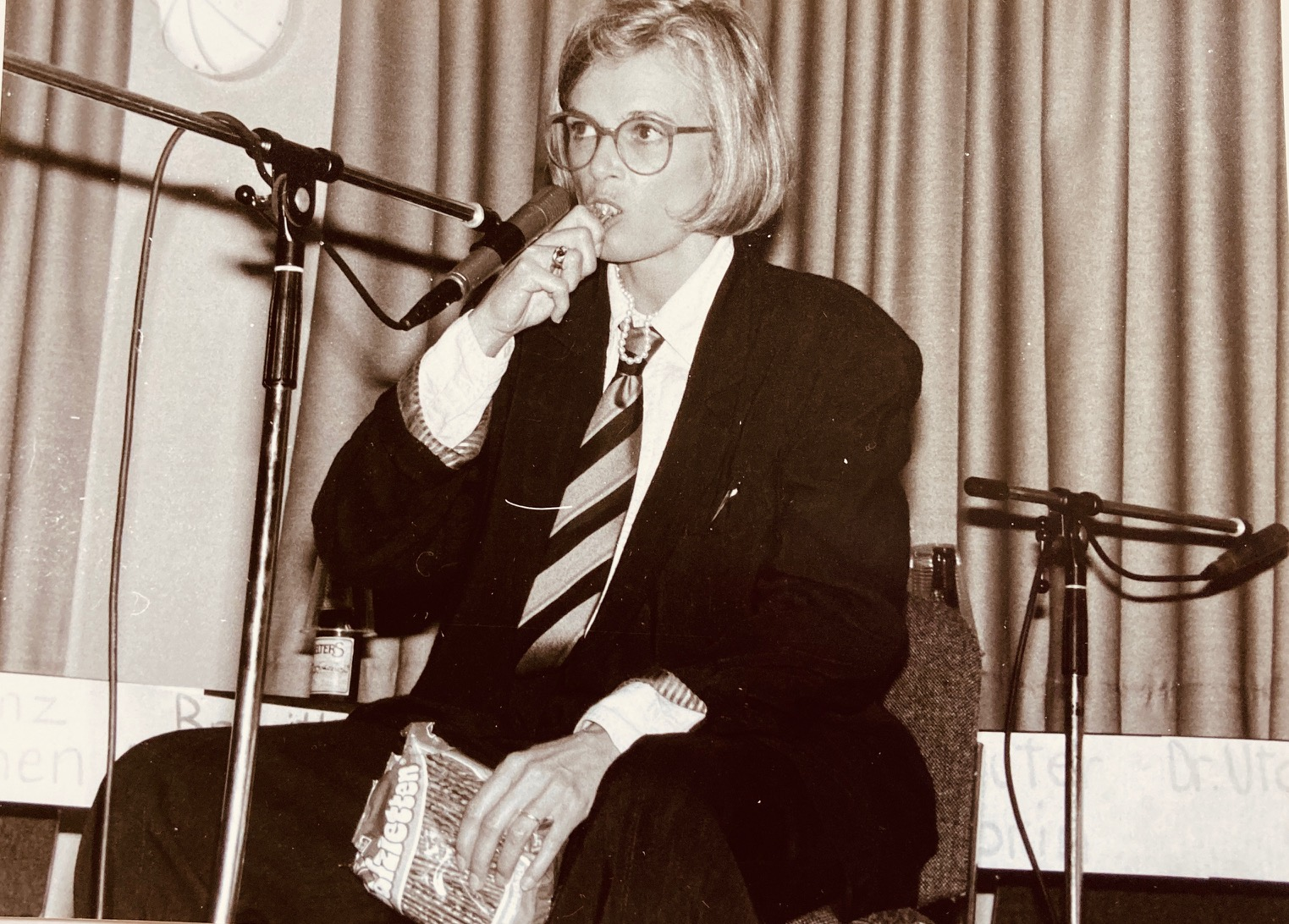
Hilde Wackerhagen in den frühen 1990er Jahren

Hilde Wackerhagen (* 1945 am Bodensee oder in Frankfurt am Main) ist eine deutsche politische Kabarettistin, Autorin und Regisseurin.

## Werdegang
Nach ihrem Abitur an der Odenwaldschule in Ober-Hambach bei Heppenheim/Bergstraße studierte Wackerhagen Soziologie, Schul- und Erwachsenenpädagogik in München und Frankfurt am Main, wo sie seit 1968 lebt.
Hilde Wackerhagen ist seit Beginn in der neuen Frauenbewegung aktiv. Sie war als Studentin 1970 Gründungsmitglied des Frankfurter Weiberrats und nahm federführend am ersten Bundesfrauenkongress im März 1972 in Frankfurt am Main teil, der den Beginn der neuen deutschen Frauenbewegung markierte.
Ab 1979 bis zu dessen Auflösung 1982 spielte sie im aus der Frankfurter alternativen Szene gegründeten „Karl Napps Chaos Theater“ mit. Das aus neun (damals noch) Amateursatirikerinnen und -satirikern bestehende Ensemble erhielt 1980 den „Deutschen Kleinkunstpreis“, den das Mainzer „Unterhaus“ vergibt. Aus dem studentischen Umfeld des Sozialistischen Deutschen Studentenbundes (SDS) und der 68er-Bewegung kamen auch alle weiteren Mitspieler u. a. Matthias Beltz, Dieter Thomas und Hendrike von Sydow, Klaus Trebes und Florian Lindemann. 1981 wurde das „Chaos-Theater“ mit dem von Konstantin Wecker initiierten „Berliner Wecker“ ausgezeichnet.
Seit 1984 ist Hilde Wackerhagen als politische Solokabarettistin und Regisseurin unterwegs und arbeitet für das Theater, für Rundfunk und Fernsehen. Der Schwerpunkt ihrer Auftritte liegt in der Improvisation, der Bühnenarbeit in freier Rede ohne festen Text. Sie begleitet (frauenpolitische) Kongresse und Tagungen mit direkten Kommentaren. Textabdrucke ihrer Soloprogramme sind aus diesem Grund selten.
Wackerhagen engagiert sich für die politische Aufklärung. Seit der Abtreibungsdebatte um den § 218 und der Kinderhausbewegung in den 1970er Jahren befasst sich die Kabarettistin mit Alltags- und Berufserfahrungen von Frauen, mit Geschlechterverhältnissen und dem weiten Feld der Sozial- und Zeitkritik: die Politisierung des Privaten liefert das Material für die wohl erste feministische Satirikerin aus und nach der 68er-Bewegung.
Hilde Wackerhagen verwendet ausschließlich selbst verfasste Texte. Sie verfasste auch den ersten theoretischen Beitrag zum Thema (mangelnder) Frauenpräsenz im westdeutschen Kabarett, den sie gleich zu Beginn ihrer Karriere 1984 veröffentlichte und der 2007 aktualisiert wieder aufgelegt wurde: Wackerhagens „Überlegungen zu den geschlechtsspezifischen Voraussetzungen von Humor und Komik“ im Verein mit ihrer jahrzehntelangen feministisch-kritischen Bühnenarbeit sind stilbildend für Kabarettistinnen-Generationen. Lisa Politt etwa, Hausherrin des Hamburger „Polittbüros“ und 2003 erste weibliche Preisträgerin des „Deutschen Kabarettpreises“, nennt Hilde Wackerhagen „auf die Frage nach weiblichen Vorbildern“.
Wackerhagen ist Unterzeichnerin des Aufrufs „Frankfurt für Frauenrechte“ von 2018, in dem die reproduktive Selbstbestimmung und eine ergebnisoffene, wohlwollende und kostenlose Schwangerschaftskonfliktberatung für Frauen in Frankfurt am Main eingefordert wird.

## Privates
Hilde Wackerhagen ist verheiratet mit der Regisseurin und Schauspielerin Barbara Englert.

## Künstlerische Produktionen

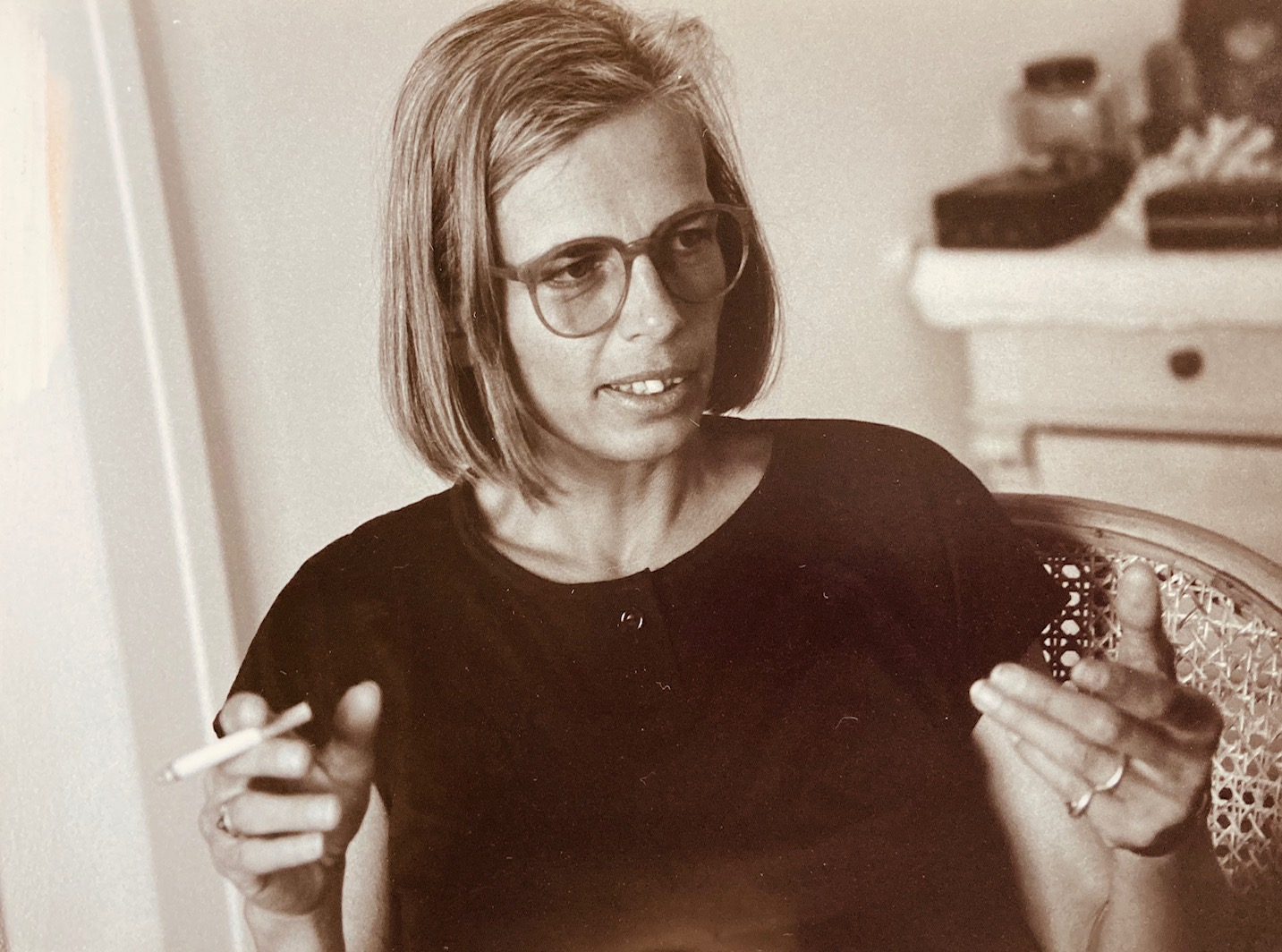
Hilde Wackerhagen in den frühen 1990er Jahren

### Programm-Improvisationen – Solo (Auszug)
- 1989 „Quo vadis, Frau?“
- 1990 „Umwelt- und Lebensschutz, Teebeutel und Rassismusrecycling“
- 1991 „Nachrichten zielen täglich auf Kopf und Bauch“
- 1992 „Der Müll, die Stadt und die Frauen“
- 1993 „Sprachspüle – Eine Frau redet zurück“[19]

#### Textabdrucke
- „Wohlverdient“
- „Dr. Oetker ist schuld!“ (mit Barbara Kuster)
- „Georg“ (mit Cornelia Niemann)[20]

#### Auftrittsorte (Auszug)
- 1995 Frauenkabarett und Frauentheater im Loni-Übler-Haus Nürnberg
- 1996 Frauen-Kabarett-Tage Saarbrücken: im Duo mit Barbara Kuster[21]
- 1996 ufaFabrik Berlin, Front-Frauen-Revue
- 1998 8. Frauenkabarett-Tage Nürnberg
- 1990er Jahre Frauenkulturhaus Frankfurt am Main
- 1999 Ludwigsburg Kampagne „Aktiv gegen Männergewalt“, Moderation Auftaktveranstaltung
- ab 2000 Theaterhaus Frankfurt am Main
- 2001 Gallus Theater Frankfurt am Main Choralle Frankfurter Frauenchor/Hilde Wackerhagen mit Programm „Walpurgisnacht“
- 2004 Kabarett-Festival Hamburg, Polittbüro[22]
- 2006 Übergabe der Unterschriftenaktion zur Frauenförderung an den Hessischen Landtag: Hilde Wackerhagen mit Kabarettprogramm
- 2007 20 Jahre Frauenbüro Nürnberg: Hilde Wackerhagen mit Kabarettprogramm
- 2008 „Die Frau – ein Adjektiv“: Filmreihe der Kinothek Asta Nielsen, Frankfurt am Main, mit Hilde Wackerhagen als Protagonistin des „Weiberrats“ und der 68er-Bewegung
- 2008 30 Jahre Frauenzentrum Erlangen: Hilde Wackerhagen mit Kabarettprogramm
- 2008 Frauenreferat Frankfurt am Main: „´68 und die Frauen: der kleine Unterschied und seine Folgen. Frauenbewegung und Studentenbewegung im Geschlechterdialog“ – Podiumsgespräche u. a. mit Hilde Wackerhagen, Prof. Dr. Sibylla Flügge, Jutta Ebeling, Daniel Cohn-Bendit, Prof. Dr. Ute Gerhard und Thea Vogel
- 2009 Internationaler Frauentag im Vordertaunus, Festakt Kronberg: Hilde Wackerhagen mit Kabarettprogramm „Sind Frauen gegenfinanziert?“
- 2011 Hanauer Frauenwochen: Hilde Wackerhagen mit Kabarettprogramm
- 2012 50 Jahre Club Voltaire Frankfurt: Podiumsgespräch u. a. mit Hilde Wackerhagen
- 2018 Lesbischer Herbst[23]

### Kooperationen

#### Karl Napps Chaos Theater 1979–1981
1979
- Szenenfolge „Staatsharmonie“ (Kino Harmonie Frankfurt am Main)
- „Das Polizeifest“ (Theater am Turm, Frankfurt am Main)
- „Szenen aus der Scene“

1980
- „5 vor 12, kurz vor High Noon“ (auch angekündigt als „HAI NUHN“)
- „Durchs wilde Urnistan“: Gemeinschaftsproduktion von Karl Napps Chaos Theater, den 3 Tornados und dem Wahren Anton zur Bundestagswahl (Volksbildungsheim Frankfurt am Main)[24]

#### Die Frankfurter Spielfrauen 1976–1996
Zwischen 1976 und 1997 haben die „Frankfurter Spielfrauen“ elf Stücke – vom Straßentheater bis zur kabarettistischen Revue – gemeinsam konzipiert und in Frankfurt am Main, aber auch an bundesweiten Spielorten, aufgeführt. Die von Aktivistinnen der Frankfurter autonomen Frauenbewegung gegründete Theatergruppe bestand aus acht festen und zahlreichen freien Mitspielerinnen, die neben Beruf, Familie und Frauenpolitik unabhängiges Frauenkabarett auf die Bühne bringen wollten: „Nach langjähriger, sehr theoretischer Arbeit im Weiberrat hatten wir das Bedürfnis nach etwas ganz Anderem, nach Spott und Spaß“, so Wackerhagen im Nachwort zur Publikation „Frankfurter Spielfrauen. Gesammelte Werke 1976–1996“. Mit großem Vergnügen produzierten die Spielfrauen ihr gesamtes Repertoire selbst, von den Texten über die Choreografie, den Kostümen und Bühnenbildern bis zur Technik.
Hilde Wackerhagen war als einzige professionelle Kabarettistin festes Ensemblemitglied. Ihr Part war die Figur der „Tante Gerda“, die, konsequent etabliert in die Umbauzeiten zwischen den Szenen, Stegreifkommentare zur aktuellen Politik abgab, in bestem Hessisch. Sie bereicherte die Stücke der Spielfrauen gelegentlich auch mit bayrischem und schwäbischem Dialekt.
Der Hessische Rundfunk produzierte 1983 das Hörspiel „Der Weihnachtsmann ist eine Frau“ mit den Frankfurter Spielfrauen (Rundfunksendung am 24. Dezember 1983). Für das hessische Fernsehen drehte die Filmemacherin, Fotografin, Hochschullehrerin und Spielfrau Margit Eschenbach 1987 bei Diskussionen und Proben der Gruppe den Film „Mit den Waffeln einer Frau“ als eine Art Making-of.
Die Frankfurter Spielfrauen, vielfach fotografiert von Abisag Tüllmann, traten in Frankfurt am Main u. a. in der Krebsmühle Niederursel, im Gallus Theater und im Historischen Museum auf, mit Straßentheater auf dem Römerberg und im Grüneburgpark. Überregionale Auftritte des Ensembles fanden u. a. im Berliner Cafe Theater Schalotte, in der Hessischen Landesvertretung in Bonn, im Landestheater Tübingen und in Stuttgart statt. 2018 feierten die Frankfurter Spielfrauen nach langer Zeit ein temporäres Revival im Frankfurter Club Voltaire.

#### Im Duo mit Barbara Kuster
Nach der deutschen Wiedervereinigung wurde Hilde Wackerhagen von der Frauenbewegung der Ex-DDR zu Auftritten in die neuen Bundesländer eingeladen. Zusammen mit der Potsdamer Sängerin und Kabarettistin Barbara Kuster realisierte sie das erste Eins-zu-Eins-Ost-West-Kabarett-Bühnenprogramm „Dr. Oetker ist schuld“, mit dem die beiden in den 1990er Jahren durch Ost und West tourten.

#### Die Frontfrauen
Dem 1993 gegründeten Netzwerk „Frau und Kabarett“ schlossen sich rund 100 Bühnenkünstlerinnen aus allen Spielarten der Kleinkunst an, so auch Hilde Wackerhagen und, zunächst als einzige „Ostlerin“, Barbara Kuster. In gemeinsamen Theaterauftritten widerlegten die Kabarettistinnen das Klischee, dass es keine ernst zu nehmenden Frauen im gesamtdeutschen Kabarett gäbe. Mit den Waffen Witz, Parodie, Satire und Musik, wie Waltraud Schwab 1996 berichtete, traten Hilde Wackerhagen und die so genannten Frontfrauen den Beweis des Gegenteils an. Wackerhagen gastierte mit dem Kabarettfestival „Front-Frauen-Revue“ u. a. in der Berliner ufaFabrik und im Künstlerhaus Mousonturm in Frankfurt am Main. Zu den Frontfrauen zählen neben Hilde Wackerhagen u. a. die Frankfurter Kabarettistinnen Cornelia Niemann, Annemarie Roelofs, Claudia Brendler und Connie Webs.

### Filmografie
- Gastauftritt in der letzten Folge der 9-teilige Fernsehserie Die kleine Heimat, 1980 von Hanns Dieter Hüsch und Werner Schretzmeier, dt. Erstausstrahlung ARD 1979/80[41]
- 1993/94 regelmäßige Auftritte im Polit-Magazin Z von Kanal 4, Ausstrahlung von RTL und SAT1.
- Ab 1991 15-teilige Sendereihe „90 Jahre Satire gegen den Zeitgeist“, darin 1993/94 „Hilde Wackerhagen – Voll auf Sendung“ mit Kabarettprogramm
- Regiearbeit und diverse Fernsehauftritte in hr, ZDF, SWF und WDR[42]

## Veröffentlichungen
- Hilde Wackerhagen: Die Frankfurter Spielfrauen. In: Hilde Steppe: Die Vielfalt sehen, statt das Chaos zu befürchten: Ausgewählte Werke. Eva M. Ulmer, Eva M. Krampe, Walburga Haas, Hilde Wackerhagen (Hrsg.). Verlag Hans Huber, Bern / Göttingen / Toronto / Seattle 2003, ISBN 3-456-83919-7, S. 179ff. (Steppe war Mitglied bei den Frankfurter Spielfrauen; Hilde Wackerhagen stellt ihre kabarettistische Arbeit in dem Buch vor).
- Hilde Wackerhagen: Endlich angekommen. Mit 60 habe ich eine Familie geheiratet. In: Liebe im Alter. (= Publik-Forum Extra. Magazin für Spiritualität und Lebenskunst). Publik-Forum Verlagsgesellschaft, Oberursel 2012, ISBN 978-3-88095-220-1, S. 14–15.
- Hilde Wackerhagen: Warum schreiben Frauen so wenig Satiren? In: Susann Heenen (Hrsg.): Frauenstrategien. Verlag Neue Kritik, Frankfurt am Main 1984, S. 138–166. (In überarbeiteter und stark gekürzter Form wiederveröffentlicht in: Tobias Glodek, Christian Haberecht, Christoph v. Ungern-Sternberg (Hrsg.): Politisches Kabarett und Satire. Mit Beiträgen von Peter Ensikat, Eckart von Hirschhausen, Jürgen Kessler, Volker Kühn, Kurt Tucholsky, Henning Venske, Hilde Wackerhagen u. a. WVB Wissenschaftlicher Verlag, Berlin 2007, ISBN 978-3-86573-262-0, S. 113–124).
- Hilde Wackerhagen: Nachwort. In: Heidi List, Ulla Schickling-Hünlich (Hrsg.): Auf dem Weg zur tarzanlosen Gesellschaft. Die Frankfurter Spielfrauen 1976–1996. Alle Stücke 1976–1996. Gefördert durch die Frankfurter Stiftung maecenia für Frauen in Wissenschaft und Kunst, Frankfurt am Main 2016, S. 269–272.